# لیانه میشائلیس
لیانه میشائلیس (آلمانی: Liane Michaelis؛ زادهٔ ۲۳ آوریل ۱۹۵۳) بازیکن هندبال اهل آلمان بود.